# Cicindela patruela
Cicindela patruela – gatunek chrząszcza z rodziny biegaczowatych i podrodziny trzyszczowatych. Zamieszkuje wschodnią Nearktykę.

## Taksonomia
Gatunek ten opisany został po raz pierwszy w 1825 roku przez Pierre’a F.M. Auguste’a Dejeana. Lokalizację typową późniejsi autorzy ustalili jako Chickies Rock w hrabstwie Lancaster w Pensylwanii. W tym samym roku autor ów opisał Cicindela consentanea. Jego lokalizację typową z kolei późniejsi autorzy ustalili jako Lakehurst w hrabstwie Ocean w New Jersey. Taksonowi temu obniżono później rangę do podgatunku w obrębie C. patruela. W 1990 roku W.N. Johnson opisał podgatunek C. p. huberi, miejsce typowe lokalizując w okolicy Mather w hrabstwie Monroe w Wisconsin. W 1993 roku takson ten zsynonimizowany został z podgatunkiem nominatywnym przez Michaela M. Kaulbarsa i Richarda Freitaga i współcześnie traktowany jest jako forma barwna.
Współcześnie w obrębie tego gatunku wyróżnia się więc dwa podgatunki:
- Cicindela (Cicindela) patruela consentanea Dejean, 1825
- Cicindela (Cicindela) patruela patruela Dejean, 1825

W obrębie podrodzaju nominatywnego rodzaju Cicindela gatunek ten tworzy grupę formosa wraz z C. denikei, C. formosa, C. longilabris, C. nebraskana, C. pulchra i C. sexguttata.

## Morfologia
Chrząszcz o ciele długości od 12 do 14 mm. U podgatunku nominatywnego wierzch ciała zwykle jest matowo zielony, tylko u populacji z południowo-zachodniego Wisconsin spotyka się osobniki o wierzchu ciała brązowozielonym, brązowym lub czarnym określane jako forma barwna hubneri. Spód ciała u podgatunku nominatywnego jest zawsze zielony z metalicznym połyskiem. U C. p. consentanea wierzch ciała jest matowo, a spód ciała błyszcząco czarny. U obu podgatunków na każdej pokrywie występują trzy kremowobiałe, paskowate plamy, z których środkowa jest kompletna i osiąga zewnętrzną krawędź pokrywy.

## Ekologia i występowanie
Owad ten zasiedla odkryte miejsca w lasach, zwłaszcza w lasach mieszanych z dominacją sosen i dębów. Bytuje na piaskach i innych suchych glebach ubogich, zwykle w towarzystwie porostów, suchych mchów i innych roślin przytulonych do powierzchni gruntu – podgatunek nominatywny w razie zagrożenia maskuje się na ich tle. C. p. consentanea z kolei upodabnia się do fragmentów ściółki i węgla drzewnego obecnych w lasach z częstymi pożarami. Postacie dorosłe aktywne są od kwietnia do lipca, zwykle też ponownie od sierpnia do października, ale pojawu jesiennego brak w niektórych latach. Często współwystępują z C. longilabris, C. sexguttata i C. scutellaris. Cykl życiowy jest dwuletni. Larwy żyją w norkach wykopanych w płatach odkrytej, stabilnej, zwartej gleby piaszczystej. Zwykle zagęszczenie norek jest małe.
Gatunek nearktyczny. Podgatunek nominatywny w Kanadzie znany jest ze wschodniego Ontario i zachodniego Quebecu. W Stanach Zjednoczonych podawany jest z Minnesoty, Michigan, Wisconsin, Indiany, Nowego Jorku, Vermontu, New Hampshire, Massachusetts, Rhode Island, Connecticut, Ohio, Pensylwanii, Delaware, Marylandu, Dystryktu Kolumbii, Wirginii Zachodniej, Wirginii, Kentucky, Tennessee, Karoliny Północnej, północnej Alabamy, północno-wschodniej Georgii i północno-zachodniej Karoliny Południowej. Wątpliwy jego rekord pochodzi z New Jersey. Zasięg jest mocno porozrywany a poszczególne populacje mają charakter lokalny. W południowo-wschodniej części zasięgu występują one tylko powyżej 500 m n.p.m. Podgatunek C. p. consentanea stabilne populacje tworzy w stanach Nowy Jork i New Jersey, ale pojedyncze osobniki spotykane były też w Delaware, Marylandzie, Pensylwanii, Wirginii i Karolinie Północnej.